# Трушин, Василий Андреевич
Василий Андреевич Трушин (7 мая 1906 — 23 января 1945) — командир 61-го гвардейского стрелкового полка 19-й гвардейской Руднянской ордена Ленина Краснознамённой стрелковой дивизии 5-го гвардейского Краснознамённого стрелкового корпуса 39-й армии 3-го Белорусского фронта, гвардии подполковник.

## Биография
Родился 7 мая 1906 года в селе Тацино Луганской области Украины. В армию был призван в 1928 году Ровеньковский РВК Украинской ССР. Член ВКП(б) с 1929 года.Служил в Нахичеванском пограничном отряде войск ОГПУ в Закавказье. В 1932 году окончил 1-ю Ново-Петергофскую школу пограничной и внутренней охраны. Служил в пограничных войсках на Дальнем Востоке. В январе 1940 года переведён в Управление пограничных войск НКВД Белорусской ССР.
Великую Отечественную войну Трушин встретил в первый же день на западной границе. С 1942 года сражался на Калининском, Западном, 1-м Прибалтийском и 3-м Белорусском фронтах. Принимал участие в Синявинской, Великолукской, Смоленской, Белорусской, Мемельской, Гумбинненской, Восточно-Прусской операциях.
Ранен 3 сентября 1942 года и 14 января 1943 года.
Приказом ВС 3-й ударной армии №: 609 от: 25.07.1943 года гвардии майор Трушин,начальник штаба 61-го гвардейского стрелкового полка 19-й гвардейской стрелковой дивизии,награждён орденом Красной Звезды за умелую организацию и руководство штурмовыми группами в боях за Птахинские высоты.
Приказом ВС 39 армии №: 854 от: 20.11.1943 года гвардии майор Трушин награждён орденом Красного Знамени за то,что 61 полк первым ворвался на территорию г. Рудня,преодолевая укреп. позиции противника и овладел им.
Приказом ВС 39-й армии №: 448 от: 26.06.1944 года гвардии подполковник Трушин награждён орденом Александра Невского за соединение с частями 43 армии и завершению окружения Витебской группировки противника.
Приказом ВС 39-й армии №: 936 от: 14.12.1944 года гвардии подполковник Трушин награждён орденом Красного Знамени за то.что полк прорвал укрепленную оборону противника в р-не Калнуи Литовской ССР и первым вторгся с боями  на территорию Восточной Пруссии на 5 км.
22 января 1945 года полк под командованием Трушина первым по льду форсировал реку Дайме. При поддержке артиллерии полк Трушина закрепился на левом берегу. 23 января стрельба возобновилась. Оборона бойцов 61-го гвардейского полка позволила советскому командованию подтянуть к месту боя и переправить на плацдарм несколько батарей самоходных орудий, которые решили исход боя.
В этом бою погиб командир полка гвардии подполковник В. А. Трушин. Он получил в бою смертельное ранение и скончался в тот же день. 
Приказом ВС 39-й армии №: 182 от: 21.02.1945 года посмертно награждён орденом Отечественной войны 1-й степени.
За мужество и героизм, проявленные на фронте, Указом Президиума Верховного Совета СССР от 29 июня 1945 года ему присвоено звание Героя Советского Союза посмертно за бои в Восточной Пруссии.